# Дренов
Дренов или Дрјено (њем. Drehnow, длсрп. Drjenow) општина је у њемачкој савезној држави Бранденбург. Једно је од 30 општинских средишта округа Шпре-Најсе. Према процјени из 2010. у општини је живјело 587 становника. Посједује регионалну шифру (AGS) 12071060.

## Географски и демографски подаци
Дренов или Дрјено се налази у савезној држави Бранденбург у округу Шпре-Најсе. Општина се налази на надморској висини од 61 метра. Површина општине износи 11,0 km². У самом мјесту је, према процјени из 2010. године, живјело 587 становника. Просјечна густина становништва износи 54 становника/km².

## Међународна сарадња
| Мјесто  | Држава | Врста сарадње | Од    |
| ------- | ------ | ------------- | ----- |
| Костшин | Пољска | пријатељство  | 1994. |
| Извор   |        |               |       |